# Нуриев, Зия Нуриевич
Зи́я Нури́евич Нури́ев (баш. Зыя Нурый улы Нурыев, тат. Зыя Нуриев; 8 [21] марта 1915, Верхнелачентау, Уфимская губерния — 19 октября 2012, Москва) — советский государственный и партийный деятель. Депутат Совета Союза Верховного Совета СССР 4—11 созывов (1954—1986) от Башкирской АССР. Член ЦК КПСС (1961—1986). Герой Социалистического Труда (1975).

## Образование
- Бирский педагогический техникум (1933),
- Высшая партийная школа при ЦК ВКП(б) (1951),
- Кандидат экономических наук (1966). Кандидатская диссертация на тему «Экономика и производство зерна».

## Биография
Родился 8 (21) марта 1915 год в татароязычной татаро-башкирской деревне Верхнее Лачентау Бирского уезда Уфимской губернии (ныне село Верхнелачентау в Бирском районе Башкортостана) в крестьянской семье. По национальности башкир. Прадед по материнской линии был волостным старшиной. Дед Кутлый-Ахмат и бабушка Шамсиямал вырастили дочь и четырёх сыновей Фазлый-Ахмат, Нури-Ахмат, Хужи-Ахмат, Файзи-Рахман. У каждого из них было по 5—7 детей.
Отец Нури-Ахмат воевал на фронтах Первой мировой войны, а возвратясь в деревню заболел брюшным тифом и умер, когда Зие исполнилось три года. На руках у матери Мафтухи (1877—1957) остались семеро детей (сестры Сабира 1902—1992, Нурия, Салиха, Мадихинур, братья Галинур 1904—1992, Шайхинур — убит на войне в 1941 году). В засушливом 1921-м году выжили только благодаря домашнему скоту (забили на пропитание). В 1922 году Зия пошел учиться в начальную деревенскую школу. Мать дожила до 80 лет. Скончалась от инсульта.
- 1933—1935 Зия Нуриевич — учитель школы колхозной молодёжи
- 1935—1938 — заведующий Бураевским роно
- 1938—1940 — служба в РККА: секретарь бюро ВЛКСМ артполка 2-й Особой Краснознамённой армии
- 1940—1942 — заведующий Бузовьязовским районным отделом народного образования
- 1942—1943 — начальник политотдела Подлубовской МТС
- 1943—1944 — 2-й секретарь Бузовьязовского райкома ВКП(б)
- 1944—1945 — 1-й секретарь Кигинского райкома ВКП(б)
- 1945—1948 — зав. сельскохозяйственным отделом Башкирского обкома ВКП(б)
- 1951—1952 — зав. отделом партийных, профсоюзных и комсомольских органов Башкирского обкома ВКП(б)
- 1952—1957 — секретарь, 2-й секретарь Башкирского обкома КПСС
- 1957—1969 — 1-й секретарь Башкирского обкома КПСС
- 1969—1973 — Председатель Государственного комитета заготовок при Совете Министров СССР, Министр заготовок СССР
- 1973—1985 — заместитель Председателя Совета Министров СССР, председатель Комиссии Президиума Совета Министров СССР по вопросам агропромышленного комплекса.

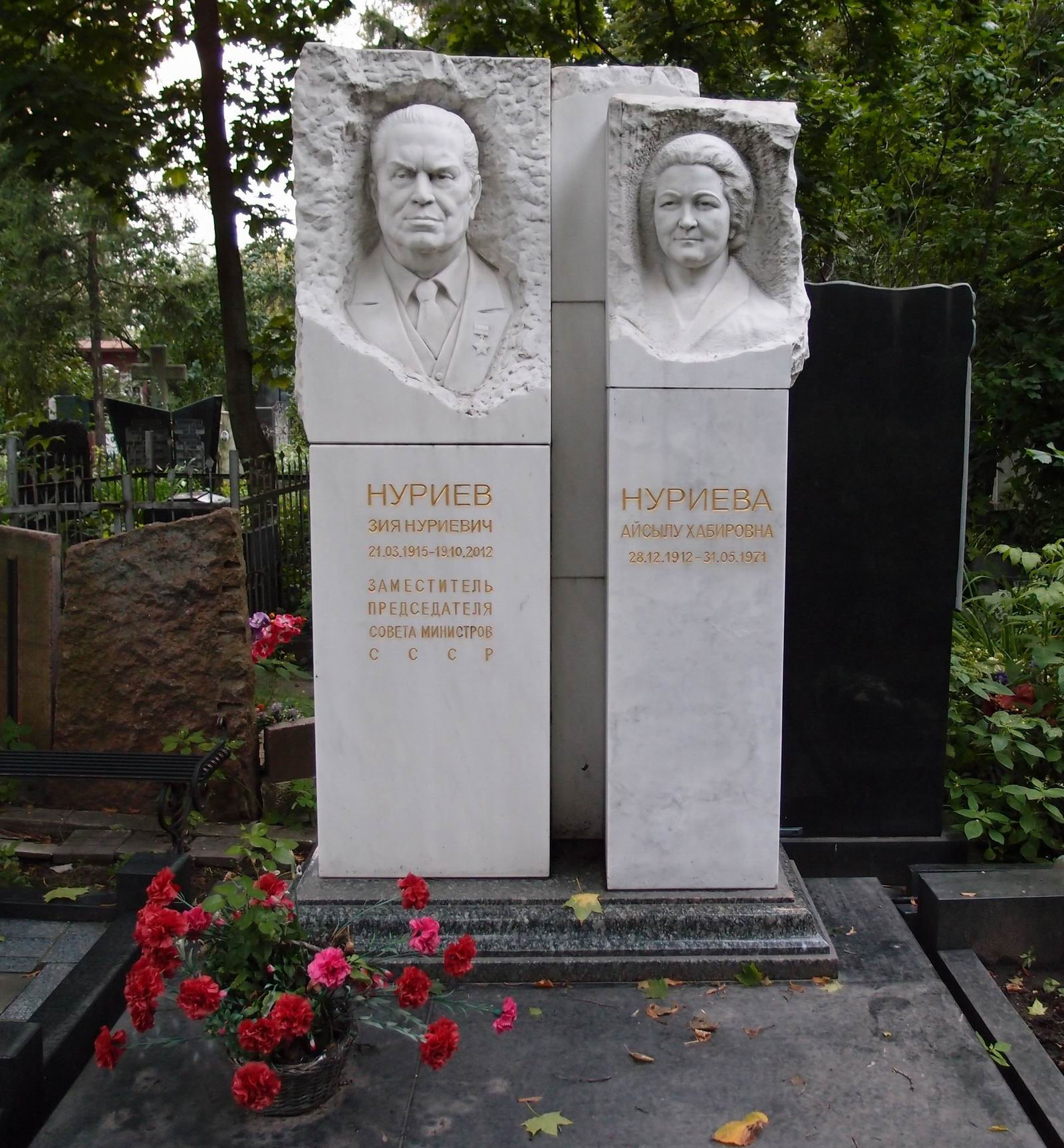
Могила З. Н. Нуриева

С ноября 1985 года — персональный пенсионер союзного значения. Находясь на пенсии, Нуриев написал книгу воспоминаний «От аула до Кремля», в которой описал свои встречи с Мао Цзэдуном, К. Е. Ворошиловым, И. Ганди, Э. Хонеккером, работу с Н. С. Хрущёвым, А. И. Микояном, Л. И. Брежневым, М. С. Горбачёвым, мнения о Б. Н. Ельцине, роли И. В. Сталина в истории и др.
В декабре 1985 года был утвержден государственным советником Совета Министров СССР. На этой должности работал до 1988 года.
Умер 19 октября 2012 года в Москве на 98-м году жизни. Похоронен на Новодевичьем кладбище рядом с супругой на 4 участке.

## Семья
Жена Айсылу Хабировна, сын Виль (ск. 1986), сноха Светлана Михайловна, внуки Эльдар, Рустем, правнуки Алексей, Анастасия.

## Награды
- Герой Социалистического Труда (1975)
- Пять ордена Ленина (1949, 1965, 1971, 1975, 1985)
- Орден Трудового Красного Знамени (1949)
- Орден «Знак Почёта» (1944)
- Орден Салавата Юлаева (Башкортостан) (2009)
- Орден Сухэ-Батора

## Память
В марте 2013 года московская Региональная общественная организация «Землячество Башкортостана» обратилась к Президенту Республики Башкортостан Р. З. Хамитову с предложением увековечить память выдающегося земляка: назвать именем Зии Нуриева одну из улиц или площадей Уфы, установить мемориальную доску и др.